# Granica bola
Granica bola ili prag bola je zvučni tlak koji može biti tako velik da prouzrokuje bol u ušima. Slušni osjet jakosti zvuka osniva se na fiziološkom djelovanju, to jest na podraživanju slušnih živaca. Zato je potrebno utvrditi kako taj slušni osjet ovisi o jakosti zvuka, odnosno o zvučnom tlaku. Ispitivanje je pokazalo da je za svaki čist ton potreban neki minimalni zvučni tlak da bi ga uho moglo čuti. Taj minimalni tlak kod kojeg se još određeni ton čuje zove se prag ili granica čujnosti. No zvučni tlak može biti opet tako velik da prouzrokuje bol u ušima pa se zato zove granica bola. Granica čujnosti i granica bola ovisne su o frekvenciji, to jest kod različitih frekvencija one su različite. Osjetljivost uha je najveća kod frekvencije oko 2 700 Hz. Ljudsko uho osjeća zvukom izazvanu promjenu tlaka zraka (akustički tlak). Za zvučni val frekvencije 1 kHz i jakosti koja odgovara pragu čujnosti (I0 = 10–12 W/m²), amplituda pomaka čestice iznosi oko 10–11 m, dok je amplituda akustičkoga tlaka oko 2 · 10–5 Pa. Za zvuk na granici bola pomak je čestice 10–5 m, a akustički tlak 30 Pa.
| Granica bola         | Granica bola | Granica bola |
| -------------------- | ------------ | ------------ |
| Razina jakosti zvuka | Zvučni tlak  |              |
| 120 dB               | 20 Pa        |              |
| 130 dB               | 63 Pa        |              |
| 134 dB               | 100 Pa       |              |
| 137.5 dB             | 150 Pa       |              |
| 140 dB               | 200 Pa       |              |

## Glasnoća ili jakost glasa
Kao mjera za fiziološko djelovanje izvora zvuka na uho služi jakost glasa. Jakost glasa ovisi o jakosti zvuka, odnosno o zvučnom tlaku i s ovim se ne smije zamijeniti. Jakost glasa ili glasnoća je fiziološki, a jakost zvuka fizikalni pojam. Tako na primjer jakost glasa 10 motornih vozila nije 10 puta veća od jakosti glasa jednog vozila. Jedinica za jakost glasa je fon. Jakost zvuka od 2,5 ∙ 10-12 W/m2 odgovara jakosti glasa od nula fona. 
Glasnoća zvuka jest osjet jakosti zvuka u ljudskom uhu. Ovisi o jakosti i frekvenciji zvuka. Razina glasnoće izražena u fonima jest, dogovorno, jednaka razini jakosti u decibelima za zvuk frekvencije 1 000 Hz u cijelom području od granice čujnosti do granice bola. Primjeri razine glasnoće različitih složenih zvukova dani su u sljedećoj tablici:
| Vrsta zvuka          | Razina glasnoće (fon) |
| -------------------- | --------------------- |
| prag osjeta          | 0                     |
| šaptanje             | 20                    |
| tiha glazba          | 40                    |
| bučan govor          | 60                    |
| prometna ulica       | 80                    |
| prolazak brzog vlaka | 100                   |
| motor zrakoplova     | 120                   |
| prag bola            | 130                   |

## Jakost zvuka
Jakost zvuka (oznaka I) je fizikalna mjerna veličina koja opisuje energiju zvučnoga vala u vremenskom razdoblju (intervalu) kroz površinu okomitu na smjer širenja vala. Mjerna je jedinica vat po kvadratnom metru (W/m²).
Prag čujnosti je najmanja jakost zvuka koju ljudsko uho može čuti: 
{\displaystyle I_{0}=1~\mathrm {pW/m^{2}} =0,000\,000\,000\,001~\mathrm {W/m^{2}} .}
Razina jakosti zvuka (oznaka L) je mjerna veličina prilagođena osjetljivosti ljudskoga uha, deseterostruki logaritam omjera jakosti nekoga zvuka i praga čujnosti, odnosno: 
{\displaystyle L={\frac {1}{2}}\cdot \ln \!\left({\frac {I}{I_{0}}}\right)\!~\mathrm {Np} =\log _{10}\!\left({\frac {I}{I_{0}}}\right)\!~\mathrm {B} =10\cdot \log _{10}\!\left({\frac {I}{I_{0}}}\right)\!~\mathrm {dB} }
gdje je:
- I - razina jakosti zvuka;
- I0 - prag čujnosti;
- Np - neper;
- B - bel;
- dB - decibel.[2]